# Stora Sandören, Nykarleby
Stora Sandören är en ö i Finland.   Den ligger i den ekonomiska regionen  Jakobstadsregionen  och landskapet Österbotten, i den centrala delen av landet, 400 km norr om huvudstaden Helsingfors. Arean är 0,65 kvadratkilometer.
Terrängen på Stora Sandören är mycket platt. Öns högsta punkt är 11 meter över havet. Den sträcker sig 1,1 kilometer i nord-sydlig riktning, och 0,7 kilometer i öst-västlig riktning.  I omgivningarna runt Stora Sandören växer i huvudsak blandskog.